# Núria Camón i Farell
Núria Camon i Farell (Terrassa, 3 de març del 1978) ha estat una jugadora d'hoquei herba catalana.
Formada al Club Deportiu Terrassa, jugava en la posició de centrecampista. Hi va debutar a la màxima divisió la temporada de 1995-96, aconseguint sis Campionats de Catalunya, quatres Copes de la Reina i quatre Lligues espanyoles. La temporada 2003-04 va fitxar pel Reial Club de Polo de Barcelona, amb el qual va aconseguir dos Campionats de Catalunya, dos Copes de la Reina i una Lliga espanyola Internacional amb la selecció espanyola d'hoquei sobre patins entre 2000 i 2010, va participar en tres Jocs Olímpics de forma consecutiva, Sydney 2000, aconseguint el 4t lloc, Atenes 2004 i Pequín 2008. També va ser internacional amb la selecció espanyola d'hoquei sala, aconseguint la medalla d'argent al Campionat del Món de 2007
També formà part de l'equip que acabà quart en el Mundial d'hoquei herba de Madrid de 2006, on se la distingí amb el títol de Millor Jugadora. Va retirar-se de la competició al final de la temporada 2011-12.
Entre d'altres reconeixements, va rebre la medalla de bronze al Mèrit Esportiu el 2008, la del Comitè Olímpic Espanyol el 2007 a la trajectòria esportiva i la Reial Orde del Mèrit Esportiu el 2010.
És llicenciada en comunicació audiovisual.

## Palmarès
Clubs
- 8 Campionats de Catalunya d'hoquei sobre herba: 1996-97, 1997-98, 1998-99, 1999-00, 2000-01, 2001-02, 2003-04, 2005-06
- 4 Lligues espanyoles d'hoquei sobre herba: 1999-00, 2000-01, 2001-02, 2005-06
- 5 Copes espanyoles d'hoquei sobre herba: 1997-98, 1999-00, 2000-01, 2003-04, 2004-05
- 1 Campionat d'Espanya d'hoquei sala femenina: 2000-01

Selecció espanyola
- 4t lloc als Jocs Olímpics de Sidney 2000
- 7è lloc als Jocs Olímpics de Beijing 2008